# Ľubomír Moravčík
Ľubomír Moravčík (Nitra, 22 giugno 1965) è un allenatore di calcio ed ex calciatore slovacco, di ruolo centrocampista.

## Palmarès

### Giocatore

#### Individuale
- Calciatore cecoslovacco dell'anno: 1

1992
- Calciatore slovacco dell'anno: 1

2001